# Нахаев, Ахмед Алитатаевич
Ахмед Алитатаевич Нахаев (17 января 1951) — российский и дагестанский политик. Бывший глава Кировского района Махачкалы. 

## Биография
28 октября 1993 года назначен главой администрации Новолакского района Дагестана. В 1997 году его сменил Арсен Каммаев. В конце 2000-х годов возглавил администрацию Кировского района Махачкалы. 15 апреля 2014 года был уволен по собственному желанию.

## Личная жизнь
Брат: Гамид — в середине 2010-х годов работал заведующим управлением образования Новолакского района. 